# Grunewaldturm
Grunewaldturm – historyczna wieża widokowa w stolicy Niemiec, Berlinie zbudowana według planów Franza Schwechtena między 1897 a 1898. Urząd powiatu Teltow zarządził zbudowanie wieży z okazji stulecia urodzin pruskiego króla i cesarza Niemiec Wilhelma I Hohenzollerna. 5 czerwca 1899 wieża graniczna została otwarta, nadano jej imię Kaiser-Wilhelm-Turm (Wieża Cesarza Wilhelma). Po I wojnie światowej, została ona przemianowana na Grunewaldturm, nawiązując do otaczającego ją lasu, który nazywa się właśnie Grunewald.
Wieża zbudowana jest z czerwonych cegieł, ma wysokość 56 metrów. Ulokowana jest na 79-metrowym wzgórzu Karlsberg w południowo-zachodnim Berlinie, blisko jeziora Großer Wannsee. Wieża mieści w sobie okrągły hol, w którym znajduje się marmurowy posąg Wilhelma I. Do tarasu widokowego, z którego rozciąga się widok na Hawelę oraz Las Grunewaldzki prowadzą 204 schody. W budynku znajduje się również restauracja oraz ogródek piwny.

## Galeria

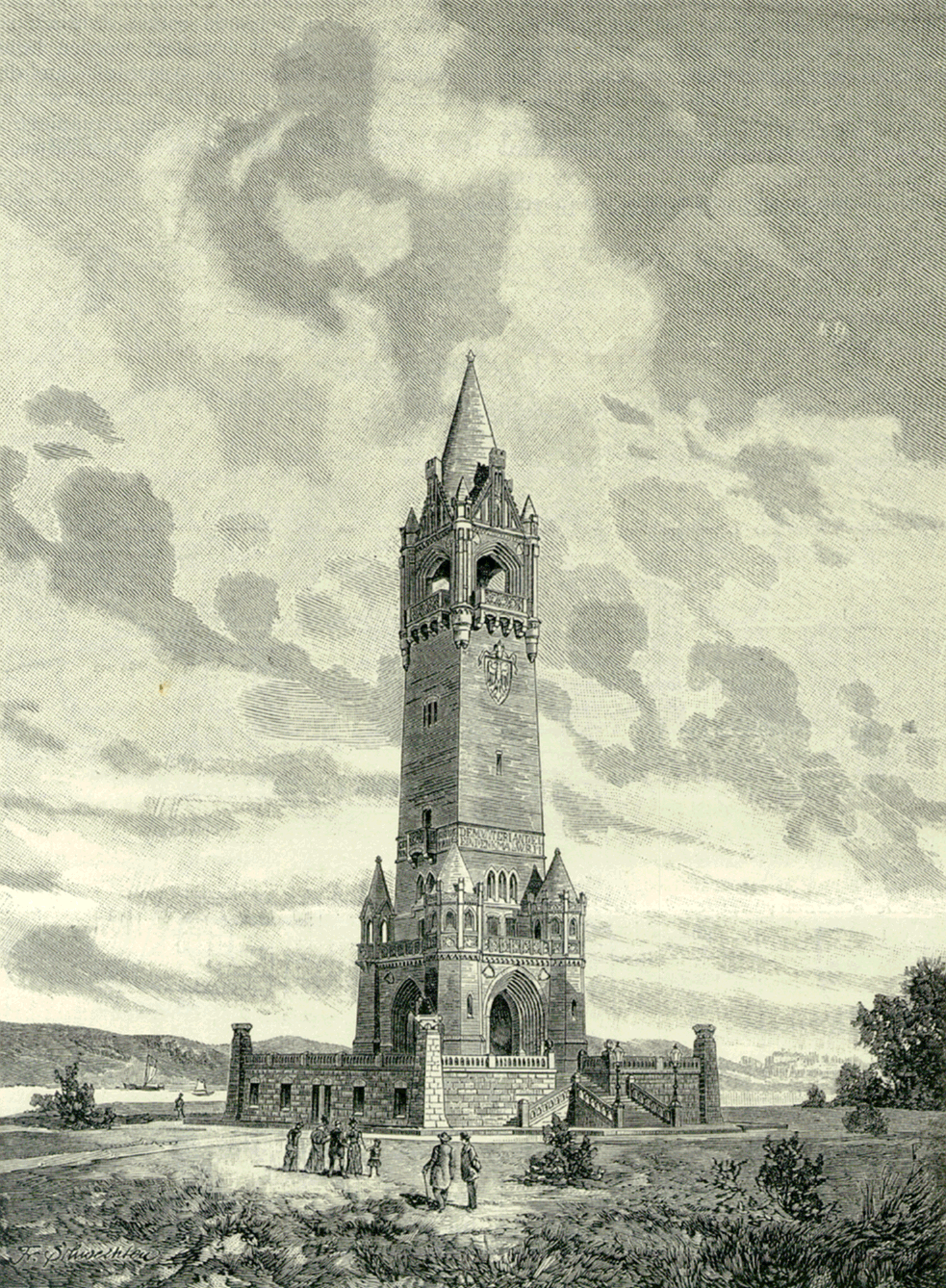
Wieża (1899)
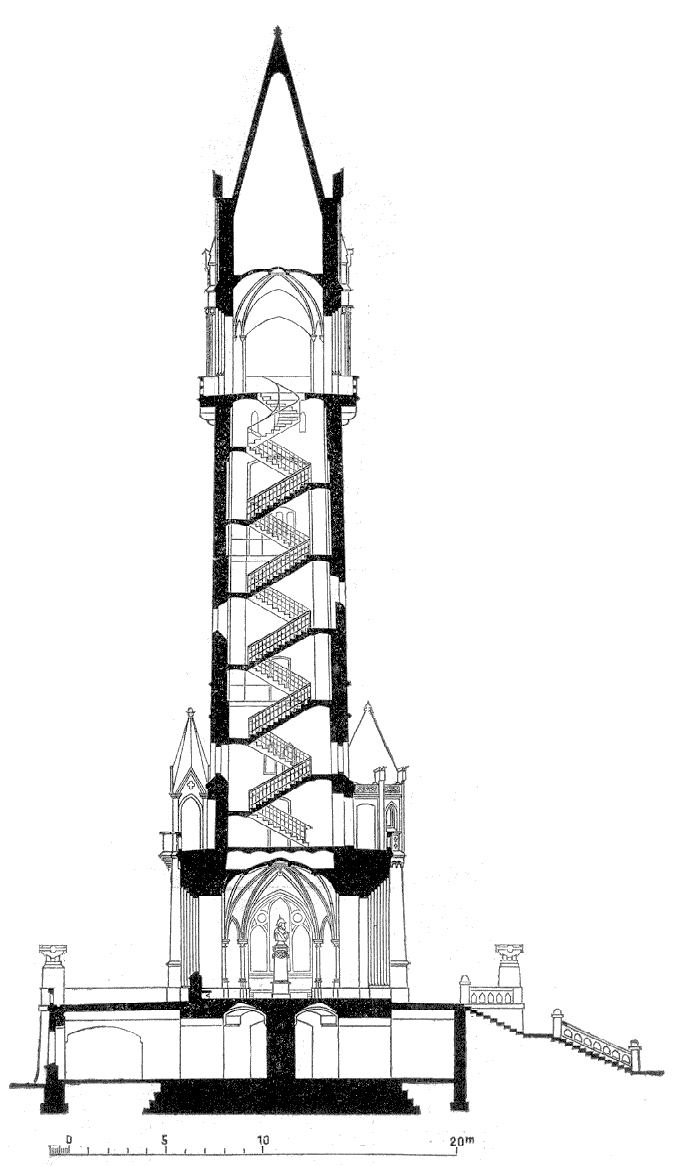
Przekrój wieży (1899)
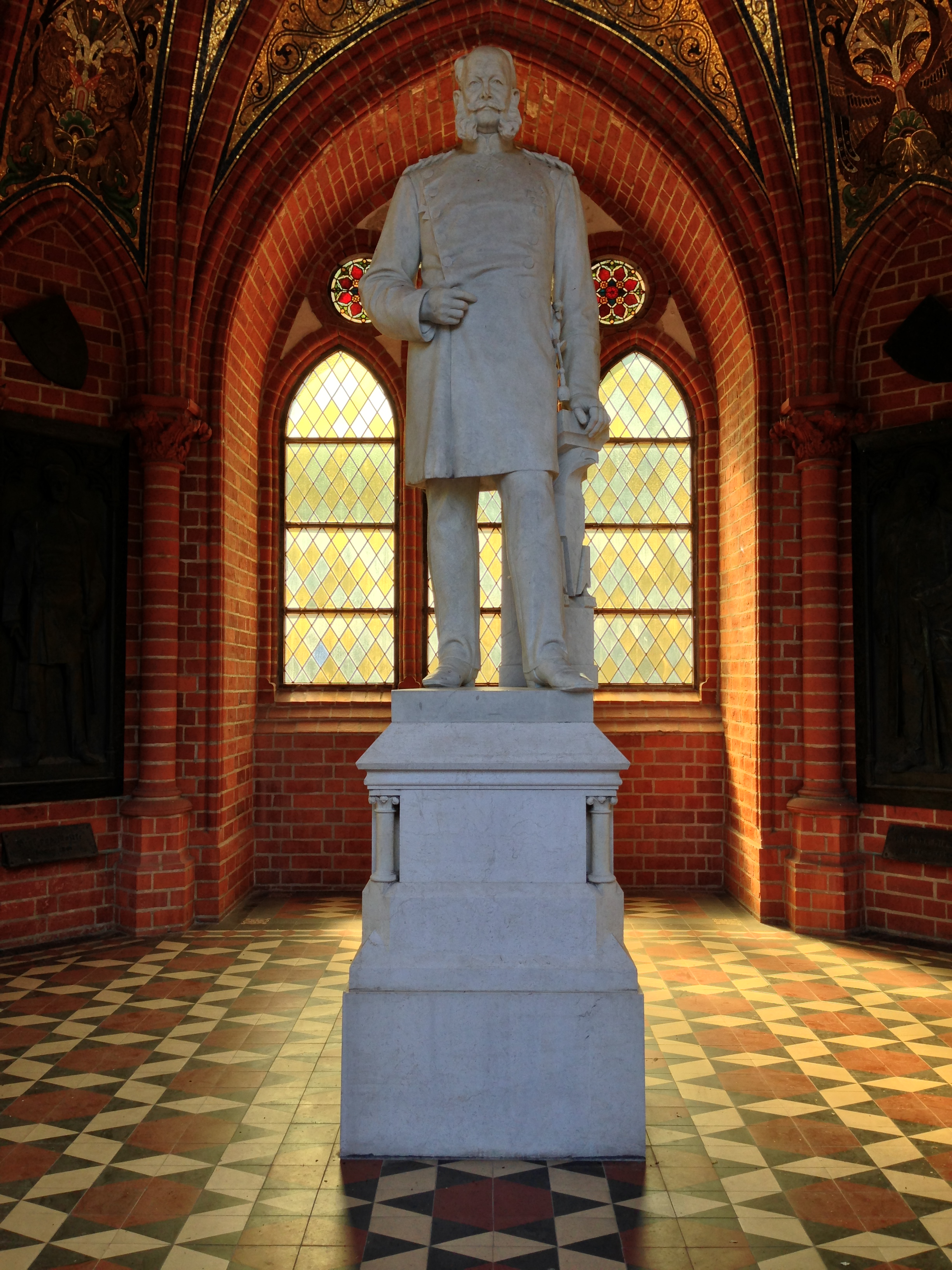
Posąg Wilhelma I w holu wieży (2013)
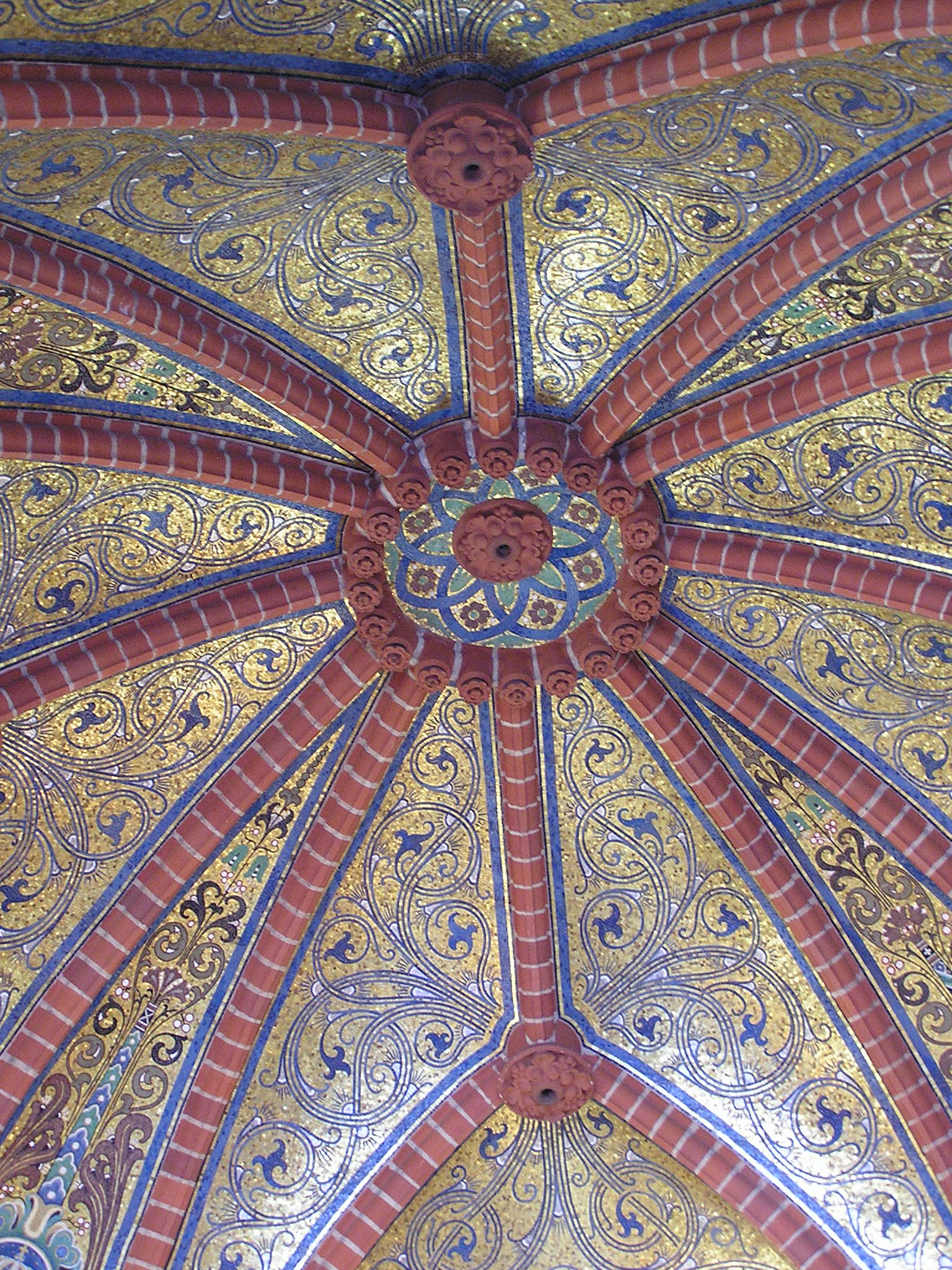
Mozaika autorstwa Augusta Oetkena na suficie holu (2007)
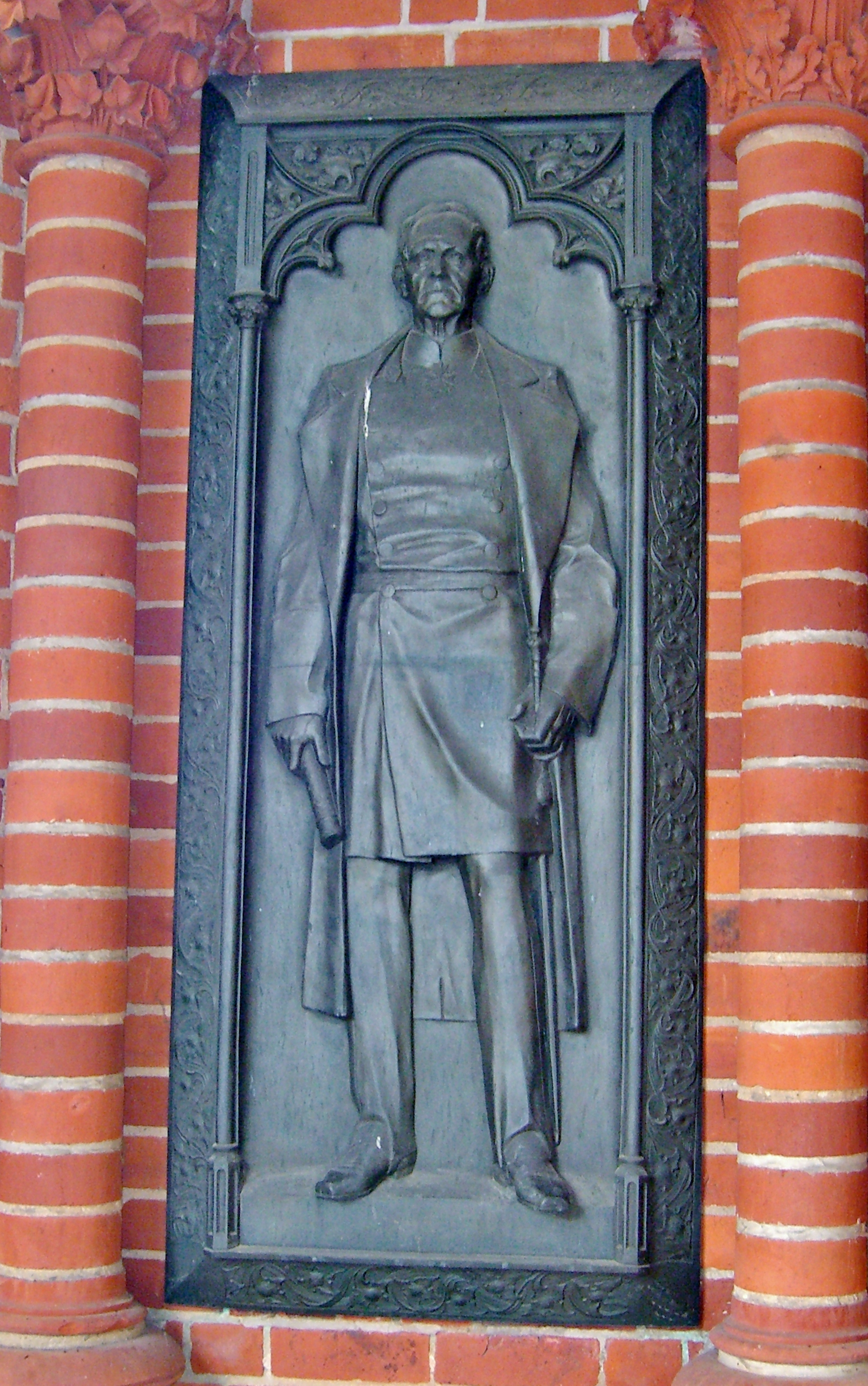
Relief Helmutha Karla Bernharda von Moltkego autorstwa Ludwiga Manzla (2006)